# 烏木喉
烏木喉（英語：Ebony Maw），是漫威漫畫中的虛構超級反派角色，由作家喬納森·希克曼和藝術家傑羅姆·奧佩娜所創作。烏木喉首次於《新復仇者 Vol.3》#8中登場。烏木喉是為薩諾斯工作的外星人團隊闇黑號令的重要成員之一。

## 人物
烏木喉是闇黑號令的成員之一。烏木喉擁有魔法能力，加上他狡猾的天才級頭腦和說服力而被薩諾斯選擇。他被派往地球對付和控制奇異博士。當奇異博士找到薩諾斯的兒子薩尼（Thane）時，烏木喉釋放了奇異博士，並清除他有關自己和薩尼的記憶。在薩尼接觸了泰瑞根之霧力量覺醒後，烏木喉打算利用薩尼背叛薩諾斯，說服薩尼比他的父親更強大。在烏木喉的誘導下，薩尼擊敗了薩諾斯，同意接受烏木喉的提議與他一起訓練。後來，前闇黑號令成員亡刃俘虜了薩尼與烏木喉並折磨他們。烏木喉憑着自己的說服力脫困，並離棄失去力量的薩尼自己離開。在闇黑號令重組時再度加入，亦是唯一沒被殺死的成員。

## 能力
烏木喉擁有天才級智力，並能夠利用心靈控制操縱任何人，即使實力高強的奇異博士亦成為他實行陰謀的工具。而他的黑舌頭能把惡源遍佈他所到之處。

## 其他媒體

### 電影
- 漫威電影宇宙：由湯姆·禾根-勞洛（英语：Tom Vaughan-Lawlor）飾演烏木喉[1]。
  - 《復仇者聯盟3：無限之戰》（2018年）：與黑曜獵手一同搭乘圓形艦船大肆破壞紐約兼試圖強行奪走史蒂芬·史傳奇佩戴的阿迦莫多之眼（英语：Eye of Agamotto）中的時間寶石時，與史傳奇、王、布魯斯·班納、東尼·史塔克和彼得·帕克交手，因取不出寶石而只能勒昏史傳奇後帶回船上逃往外太空，最後遭東尼和彼得打破船艙丢出太空而凍死。
  - 《復仇者聯盟4：終局之戰》（2019年）：在副時間線的2014年，透過複製皮姆粒子讓薩諾斯大軍穿越至2023年與復仇者交戰，最終在東尼彈指後灰飛煙滅。

### 電視
- 《復仇者聯盟：正義出擊（英语：Avengers Assemble (TV series)）》：由雷內·奧柏戎諾瓦配音。
- 《銀河守護隊（英语：Guardians of the Galaxy (TV series)）》：由詹姆斯·厄爾巴尼亞克配音。
- 漫威電影宇宙：由湯姆·禾根-勞洛回歸飾演烏木喉。
  - 《無限可能：假如…？》第一季（2021年）[2]：動畫劇集，配音演出。

### 遊戲
- 《Marvel：復仇者聯盟（英语：Marvel: Avengers Alliance）》
- 《漫威：未來之戰》：手機遊戲，烏木喉（烏木邪心）是玩家可使用角色之一[3]。
- 《漫威超級戰爭》

## 外部連結
- Ebony Maw （页面存档备份，存于） 漫畫書數據庫
- Ebony Maw （页面存档备份，存于） 漫威維基百科